# فترة كوفون
فترة كوفون ((باليابانية: 古墳時代)، كوفون جيداي) ما بين (300 م.-593 م.): من فترات التاريخ الياباني. يرجع أصل تسمية فترة كوفون (يمكن ترجمتها بعبارة الآكام أو التلال القديمة) إلى الكومة الكبيرة من ركام التراب التي اتخذت كضريح للقادة الكبار، الذين عرفتهم الفترة ح 300 م. مع تواجد طبقة من القادة أكثر غنى وأكثر قوة، بدأت هذه الأضرحة تأخذ أبعادا هائلة.
كانت الأضرحة أو كوفون المعروفة خلال الفترة تمتد إلى أكثر من 200 متراً طولاً، تتخذ هيئة ثقب المغلاق، كما يتم إحاطتها بأسطوانات من الطين أو ما يعرف باسم هانيوا، فوق كل منها طبق مخصص للقرابين التي تقدم للآلهة، ومزخرفة بصور تمثل عادة محاربين من تلك الفترة. تم العثور في منطقة كيناي، جنوبي حوض ياماتو، على أقدم نماذج لهذه الأضرحة. وهي تنتشر على كامل القطاع الغربي، وحتى كيوشو، ثم شرقاً حتى كانتو، مما يعطينا فكرة عن مدى الانتشار والتأثير الذي صاحب قيام مملكة ياماتو (大和) في تلك المنطقة.
بالعودة للإكتشفات الحديثة والحفريات، تآريخ الحوادث الصينية التي تعرضت للفترة آخر عهد الهان، ثم أولى الحوليات اليابانية، كل هذه تسمح لنا بأن نؤكد حقيقة تواجد مملكة جنوب مايعرف اليوم بكيوتو ما بين 300 م. و 500 م.، هذه الدولة الأولى التي اسمتها كتب الحوادث الصينية مملكة ياماتو 大和. يبدو على الأرجح أن إحدى الجماعات البدائية القوية، استطاعت أن توحد من حولها وتحت سلطتها الممالك الأخرى المنتشرة على سهول نارا، وقد تكون هذه العملية قد تمت بمساعدة النازحين الجدد الآتين من مملكة بائيكتشي الكورية. ثم بدأت ومنذ 550 م. هيمنة وتأثير مملكة ياماتو تنتشر في جنوب كيوشو وشرق كانتو، كما دلت عليه آخر الاكتشافات الأثرية، وفي نفس الفترة تم عقد أولى العلاقات الرسمية مع كورية ومملكة سونغ الصينية. كان من ثمار هذه العلاقات الدخول التدريجي للكتابة إلى البلاد، ودخلت اليابان بذلك التاريخ لأول مرة.
إن هيمنة بلاط ياماتو كان نتيجة لعبة توازنات مدروسة بين العشيرة الحاكمة والعائلات الكبيرة أو أوجي، والتي بات تأثيرها وقوتها في اضطراد مستمر، وبالأخص بعد ح 500 م. كان لبلاط ياماتو الدورالكبير في دخول البوذية البلاد، وقد بدأت هذه الأحداث العام 538 م.، عندما أرسل ملك بائيكشي الكوري إلى اليابان تمثالاً وبعضاً من النصوص البوذية. ترسخت بعد ذلك هذه الثقافة في نفوس شعب الأرخبيل، وكنتيجة لذلك ومنذ القرن السابع، أصبحت البوذية الديانة الرسمية لليابان.

## معرض صور

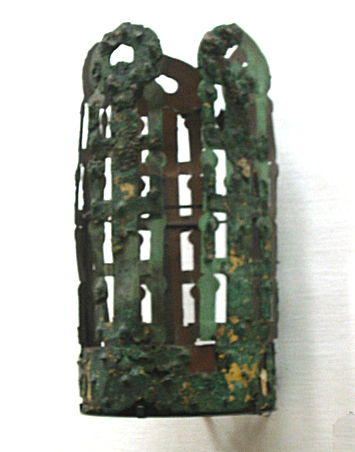
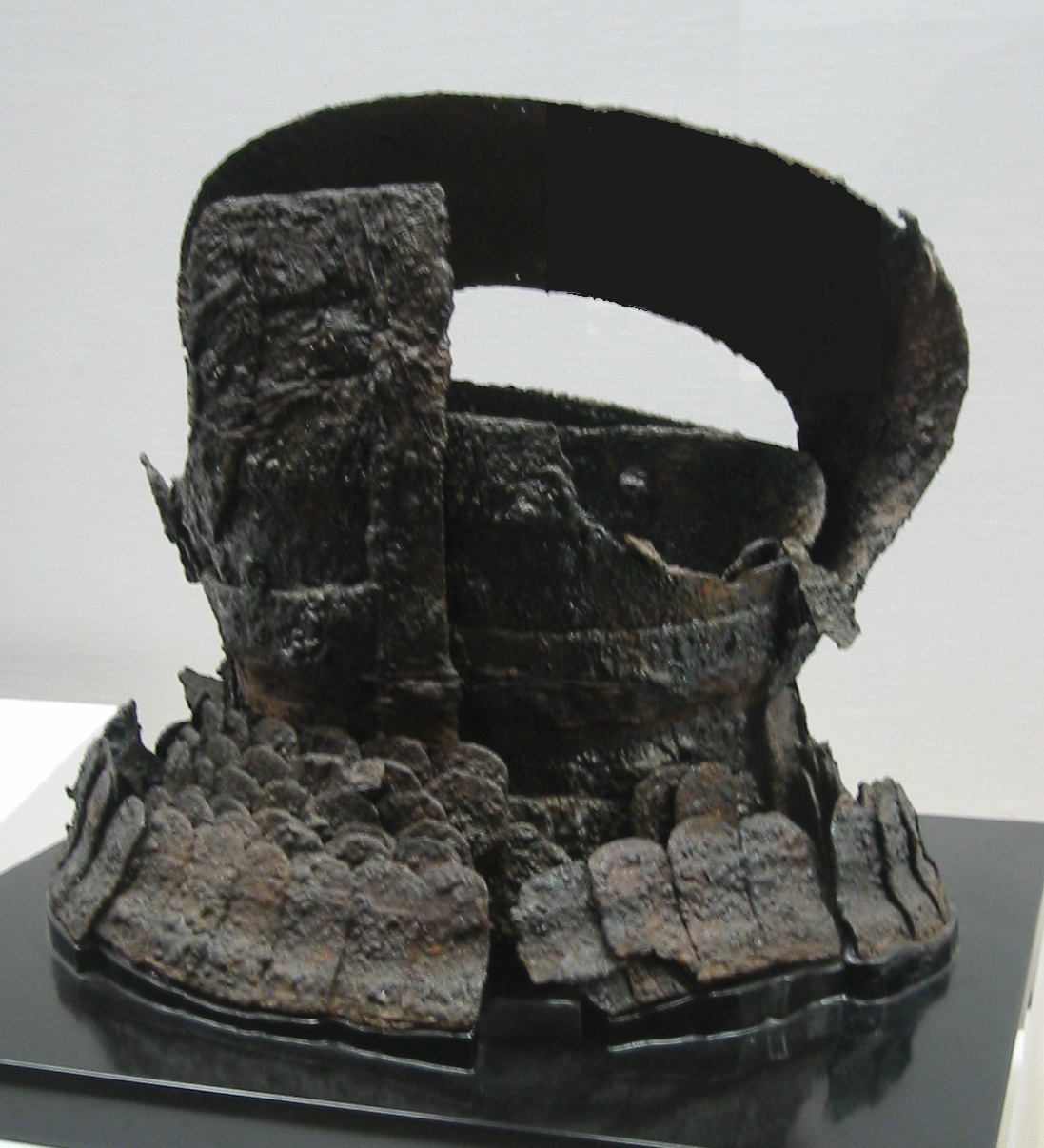
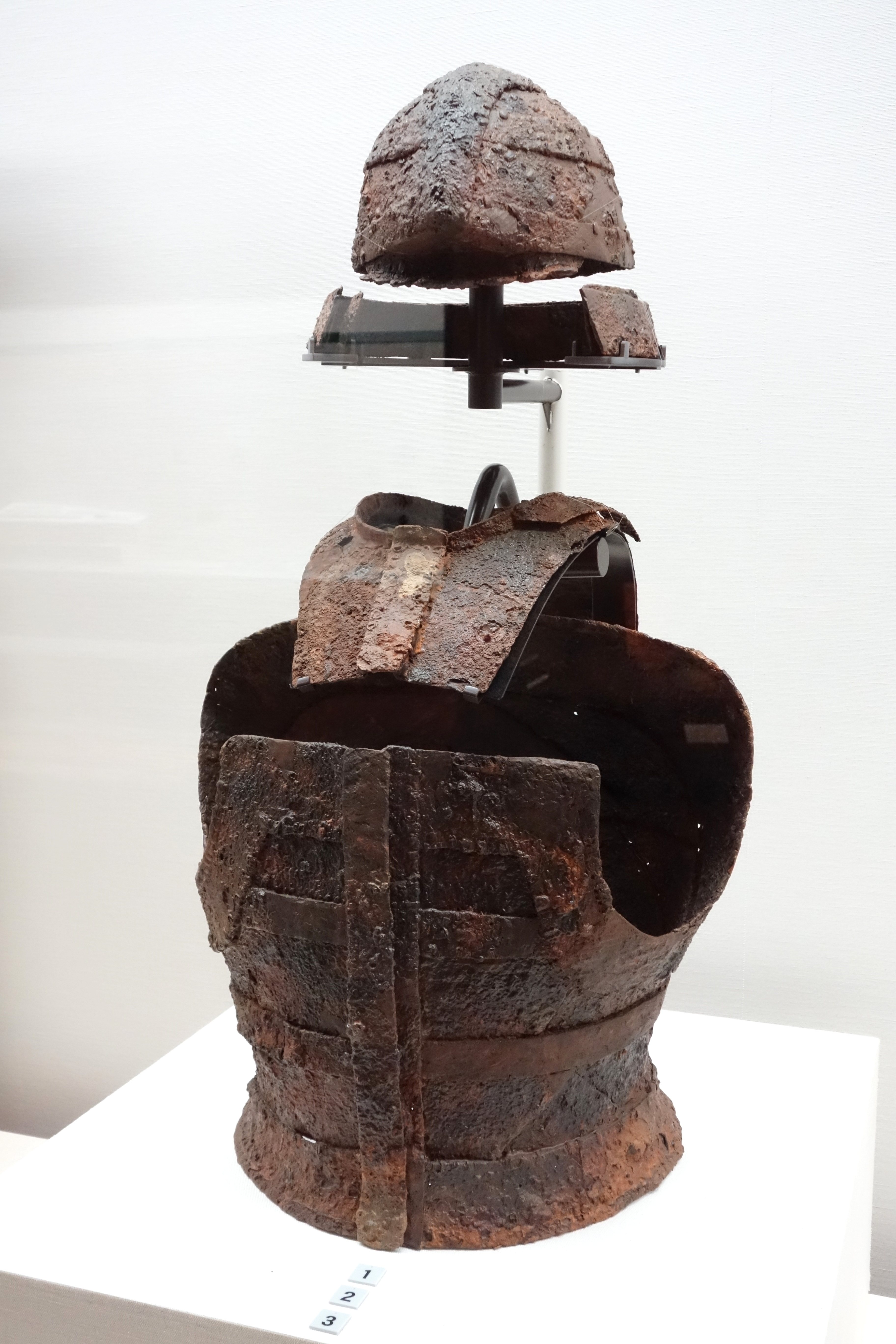
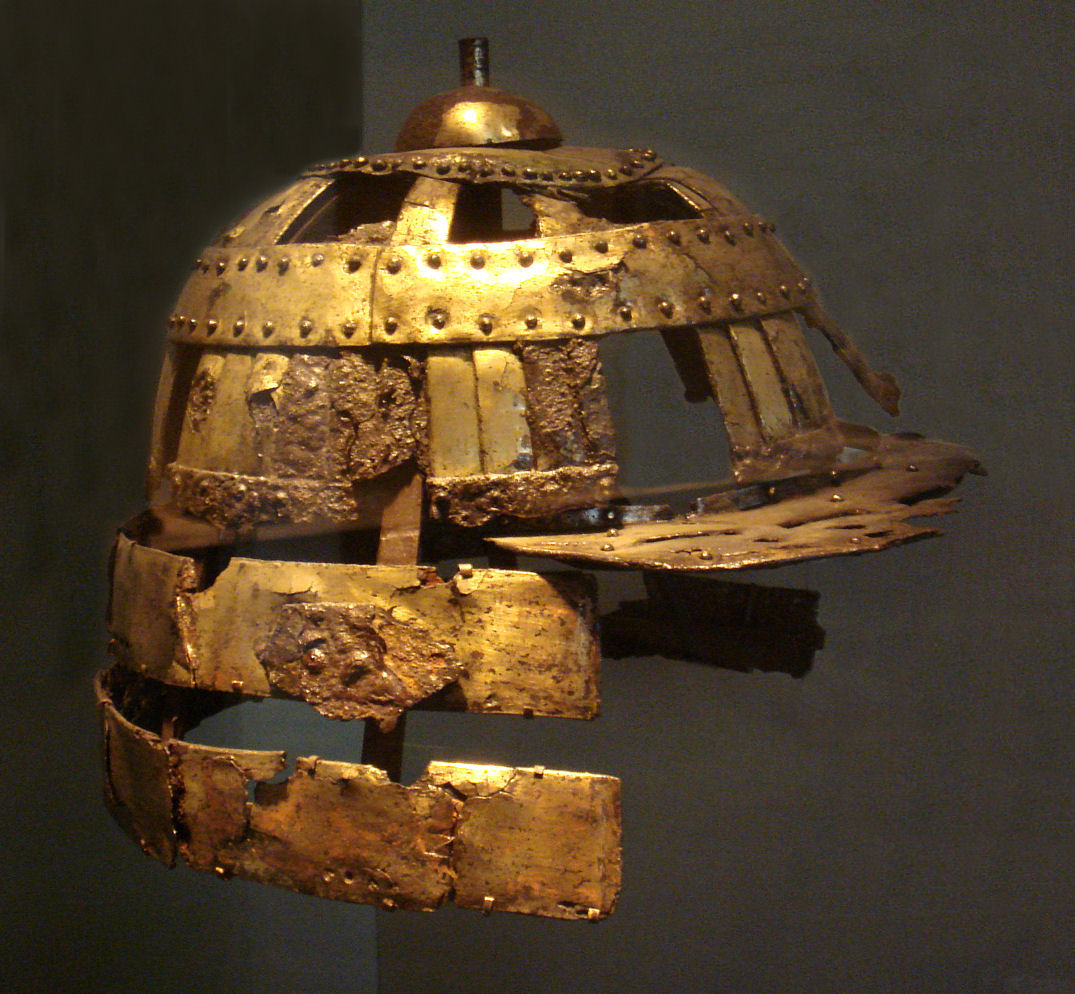
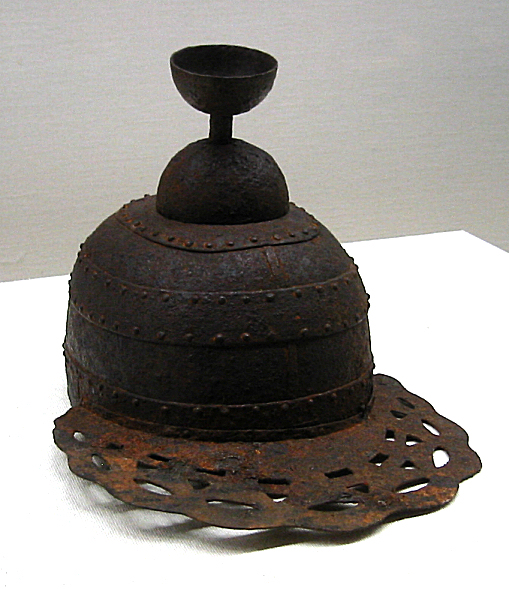
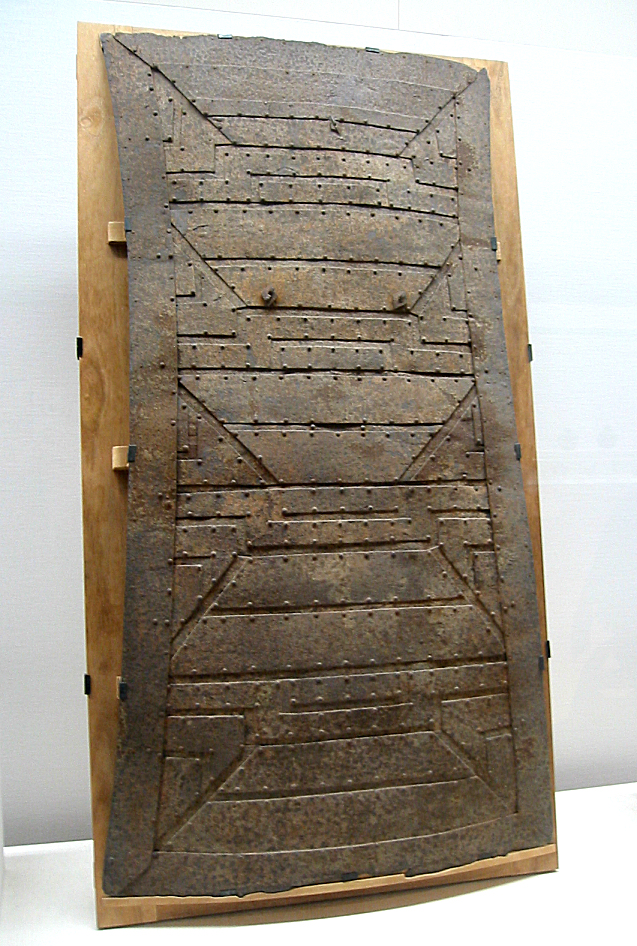